# 1991年のラジオ (日本)
1991年のラジオ (日本)では、1991年の日本のラジオ番組、その他ラジオ界の動向について記す。

## 主な番組関連の出来事

### 4月
- 25日 - CBCラジオ『ラジオ朝市』のパーソナリティである新間正次が番組の最多担当回数記録「5602回」を更新[1]。

### 8月
- 31日 - CBCラジオ『ラジオ朝市』のパーソナリティである新間正次が翌年の参院選に立候補表明により番組を降板。同局は急遽、パーソナリティを西金之助に交代する対応をとった。

### 10月
- 5日
  - 文化放送の土曜夕方の1時間番組、『日立ハローサタデー』が終了。14年間の歴史に幕。
  - TOKYO FM系『コーセー歌謡ベスト10』が番組タイトルを『KOSE カウントダウン・ジャパン』と改題・リニューアル（現・『JA全農 COUNTDOWN JAPAN』）。

## 開局
- 7月1日 - エフエム京都

## 特別番組

### 5月放送
- 3日 - 4日
  - 日高晤郎芸能生活30周年記念・32時間生放送「めぐり逢い・春夏秋冬」（STVラジオ）[2]

### 12月放送
- 24日 - 25日
  - TBSラジオ開局40周年記念 24時間スペシャル「メリークリスマスラジオ」（TBSラジオ）[3]

## 開始番組

### 1991年1月放送開始
ニッポン放送
- 3日 - 古田新太のオールナイトニッポン

CBCラジオ
- 20日 - 荒木とよひさの明るく元気にヨーイドン!

### 1991年2月放送開始
ニッポン放送
- 6日 - 大江千里のオールナイトニッポン

### 1991年3月放送開始
ニッポン放送
- 1日 - 伊集院光のOh!デカナイト
- 4日
  - ウッチャンナンチャンのラジオな奴ら
  - 加勢大周 ワイルドで行こう

### 1991年4月放送開始
NHKラジオ第1放送
- 6日 - ラジオスポーツステーション

NHK-FM放送
- 1日
  - ポップスステーション
  - ベストオブクラシック
- 5日 - クロスオーバーイレブン ロックン・ナイト
- 6日 - 土曜リサイタル
- 7日 - 音楽ジャーナル
- 8日 - クラシックリクエスト

青森放送
- 開始日不明 - ミュージックレンジ お昼だチン!

東北放送
- 開始日不明 - TBCニューストゥデイ

TBSラジオ
- 1日 - 気になるワイド 鈴木順のまんなかラジオ
- 13日 - 土曜ワイドラジオTOKYO 永六輔その新世界
- 開始日不明 - ちはる ハート無防備

文化放送
- 8日 - MOONLIGHT 抱きしめて!!
- 14日
  - ノン子とのび太のアニメスクランブル
  - WAHAHA本舗・中谷彰宏 東京シンジケート
- 開始日不明 - ニッセキハウスpresents 財津和夫の素敵な夜だから

ニッポン放送
- 6日 - 東京サウンドバズーカ音姫絵巻

bayFM
- 1日 - オール電リク TOKYO BAY LINE 7300

エフエム富士
- 7日 - SUPER FREAK SUNDAY

TOKYO FM
- 5日 - MBJ SOUND TRIP 空想紀行
- 7日 - 岡村孝子 Sunday Picnic

FM香川
- 開始日不明 - GODA USA COLLECTION

JFNC
- 1日 - THIS MORNING

### 1991年6月放送開始
ニッポン放送
- 8日 - 電気グルーヴのオールナイトニッポン

### 1991年7月放送開始
α-STATION
- 開始日不明 - α-MORNING KYOTO

### 1991年8月放送開始
栃木放送
- 4日 - チャラのOH!マイ・アニメ

### 1991年9月放送開始
FM新潟
- 30日 - FM HEAD LINE

### 1991年10月放送開始
STVラジオ
- 6日 - 小倉智昭の丸出し好奇心
- 7日 - 工藤じゅんきの十人十色

TBSラジオ
- 13日 - メイコのいきいきモーニング
- 開始日不明 - STUDIO C2 SQUARE

文化放送
- 7日
  - Satokoの5時ですよ
  - 寺島・藤井のジャストミート
- 12日
  - ミュージック・ファーマー 武田鉄矢・元気です!
  - 太田英明の土曜パラダイス
  - サウンドスラローム
- 14日 - バクバクナイト おとな食べちゃうぞ
- 開始日不明
  - 邦丸・ナースのラジオ横丁一番地
  - 激プロ ネットワーク
  - 高橋由美子のおしゃべり天使[4]

ニッポン放送
- 7日
  - ラジオアミーゴ!羽野晶紀のいっしょうけんめいカタルーニャ
  - 浅草キッドのオールナイトニッポン
- 12日 - KERAと犬子の四次元ラヂオテクノスケ
- 13日 - 中江有里 裸足のメモワール[4]
- 21日 - さくらももこのオールナイトニッポン
- 開始日不明
  - 高田純次の男・夕焼けまわり道
  - 牧瀬里穂・素直になりたい
  - Vジャンプ海賊ステーション
  - 観月ありさ 不思議の国のありさ
  - 峰竜太のナンデモアルキメデス
  - 平松愛理のオールナイトニッポン

朝日放送
- 7日
  - はい!可朝ですABC
  - 立原啓裕の昼はおまかせ!電リクだぁ!!
- 開始日不明 - ABCミュージックパラダイス

ラジオ関西
- 5日 - 林原めぐみのHeartful Station

ラジオ沖縄
- 21日 - フレッシュモーニング

### 開始日不明
信越放送
- 里枝子の窓

KBS京都
- JRAターフジョッキー

MBSラジオ
- 青ちゃんのてるてるリクエスト

民放AM各局
- 千客万来

α-STATION
- URBAN HILLS STREET

## 終了番組

### 1991年10月放送終了
文化放送
- 5日 - 日立ハローサタデー